# Armando Manzo
Armando Manzo Ponce (* 16. Oktober 1958 in Mexiko-Stadt) ist ein ehemaliger mexikanischer Fußballspieler auf der Position des Verteidigers. Im Juli 2008 wurde er Sportdirektor bei den Jaguares de Chiapas. Er ist der Zwillingsbruder von Agustín Manzo.

## Leben

### Verein
In seiner ersten Erstligasaison 1978/79 spielte Armando Manzo für den Tampico-Madero FC, trat aber bereits ein Jahr später für seinen Heimatverein América an, mit dem er in den Spielzeiten 1983/84 und 1984/85 die Meisterschaft aktiv gewann und beim nächsten Triumph in der PRODE 85 ebenfalls zum Kader gehörte. Nach acht Jahren bei América wechselte er zunächst für die Saison 1987/88 zum Club Necaxa, bevor er die letzten drei Jahre seiner aktiven Laufbahn im Norden Mexikos verbrachte: zunächst eine Saison (1988/89) bei den Cobras Juárez und die letzten beiden Spielzeiten beim CF Monterrey, in dessen Diensten er seine aktive Karriere in der Saison 1990/91 ausklingen ließ.

### Nationalmannschaft
Sein Debüt im Dress der mexikanischen Nationalmannschaft feierte Manzo am 18. März 1980 in einem Spiel gegen Honduras, das mit 1:0 gewonnen wurde. Sein letzter Länderspieleinsatz fand am 17. Mai 1986 gegen England (0:3) statt. 
Danach gehörte Manzo zwar auch zum Kader der mexikanischen Nationalmannschaft bei der im eigenen Land ausgetragenen WM 1986, kam dort allerdings nicht zum Einsatz. 

## Erfolge
- Mexikanischer Meister: 1984, 1985, Prode 85